# Avetik Isahakjan
Avetik Isahakjan, (armeniska: Ավետիկ Իսահակյան), född 31 oktober 1875, död 17 oktober 1957, var en armenisk poet som bland annat skrivit "Abdul Ala Mahari".
Isahakjan var under längre perioder fram till 1936 bosatt i Tyskland, Schweiz och Frankrike. Mellan 1946 och 1957 var han ledare för det armeniska författarförbundet.